# Étang Oguni
L'étang Oguni (雄国沼, Oguni-numa) est une étendue d'eau stagnante située dans la préfecture de Fukushima au Japon. Il est classé monument naturel national.

## Géographie
L'étang Oguni d'une circonférence de 4 km se trouve au pied occidental du mont Nekomadake dans le sud du village de Kitashiobara. Il est relié au lac Hibara, au nord-est, par une rivière longue d'environ 4,4 km.

## Histoire
Comme le lac Hibara, l'étang Oguni, situé sur les restes d'un cratère, est formé lors de l'éruption volcanique du mont Bandai le 15 juillet 1888.